# Israel Premier Tech Roland/2023

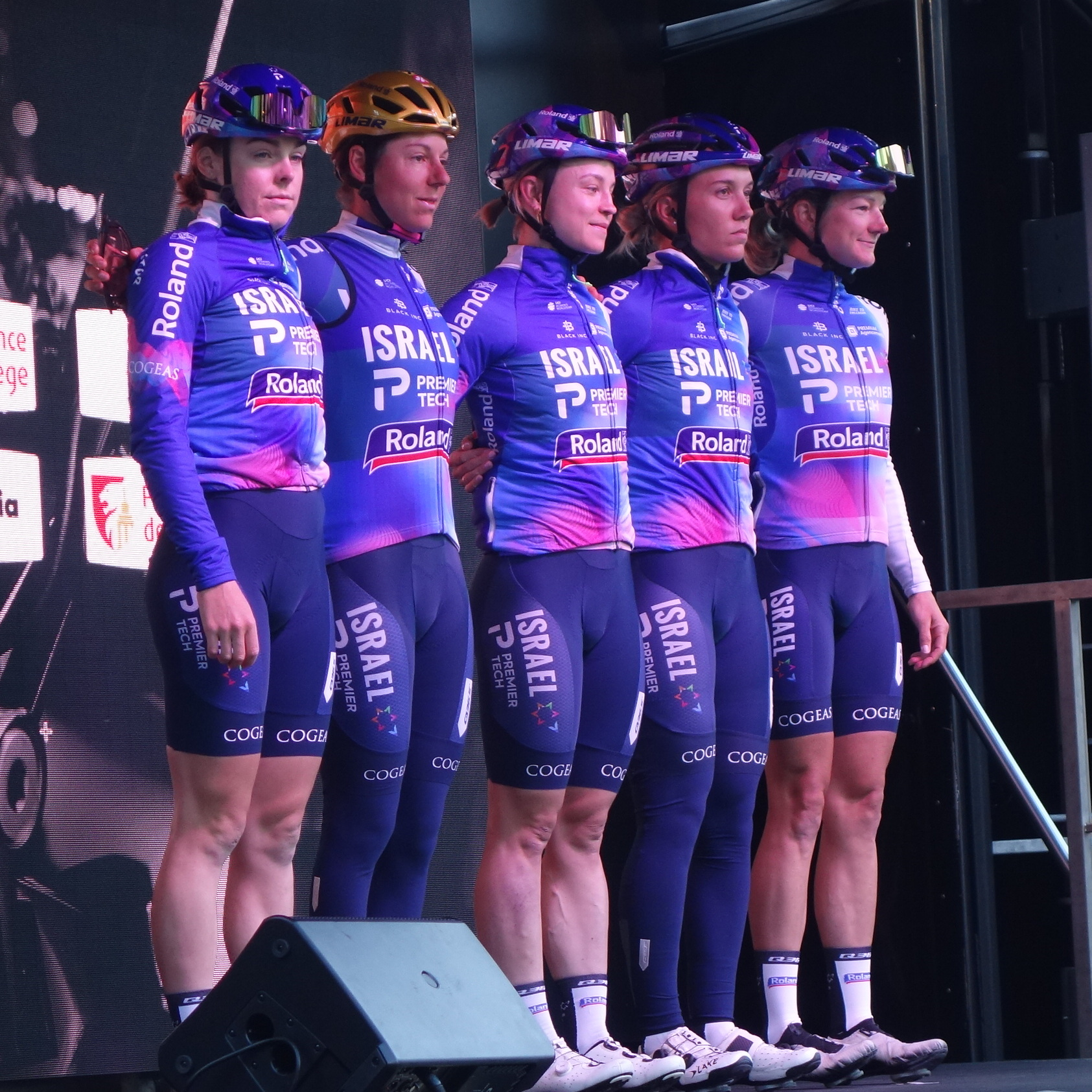
De ploeg in de Waalse Pijl 2023.

Deze pagina geeft een overzicht van de vrouwenwielerploeg Israel Premier Tech Roland in 2023.

## Algemeen
Algemeen manager: Ruben Contreras
Teammanager: Sari Saarelainen
Ploegleiders: Sergey Klimov
Fietsmerk: LOOK

## Renners
| Naam                   | Geboortedatum | Nationaliteit       | Ploeg 2022                             |
| ---------------------- | ------------- | ------------------- | -------------------------------------- |
| Caroline Baur          | 17-04-1994    | Zwitserland         |                                        |
| Hannah Buch            | 11-09-2002    | Duitsland           |                                        |
| Maggie Coles-Lyster*** | 12-02-1999    | Canada              | DNA Pro Cycling                        |
| Sofia Collinelli       | 24-08-2001    | Italië              | Aromitalia-Basso Bikes-Vaiano          |
| Fien Delbaere          | 21-04-1996    | België              | Multum Accountants Ladies Cycling Team |
| Tamara Dronova         | 13-08-1993    | Rusland             |                                        |
| Nathalie Eklund        | 28-05-1991    | Zweden              | Massi-Tactic                           |
| Mia Griffin            | 30-12-1998    | Ierland             | IBCT                                   |
| Elena Hartmann ****    | 12-12-1990    | Zwitserland         | -                                      |
| Anna Kiesenhofer*      | 14-02-1991    | Oostenrijk          | Soltec Team                            |
| Silvia Magri           | 17-10-2000    | Italië              | Born To Win G20 Ambedo                 |
| Nguyễn Thị Thật        | 06-03-1993    | Vietnam             | -                                      |
| Elena Pirrone          | 21-02-1999    | Italië              | Valcar-Travel & Service                |
| Alice Sharpe ****      | 03-05-1994    | Ierland             | IBCT                                   |
| Elizabeth Stannard **  | 27-05-1997    | Australië           | Valcar-Travel & Service                |
| Claire Steels          | 09-11-1986    | Verenigd Koninkrijk | Sopela Women's Team                    |
| Lara Vieceli           | 16-07-1993    | Italië              | Ceratizit-WNT Pro Cycling              |

* vanaf 31 januari

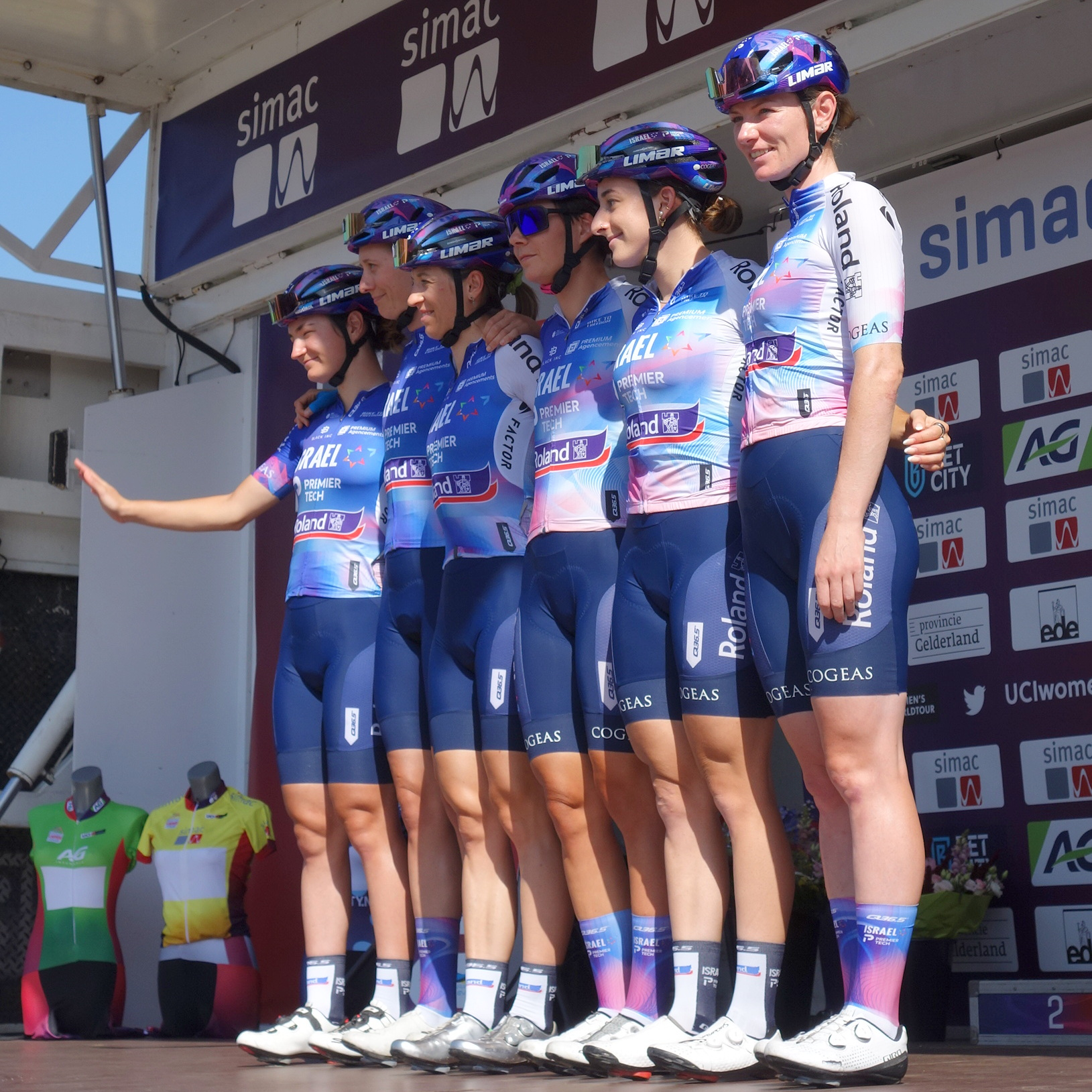
De ploeg in de Simac Ladies Tour 2023.

** vanaf 15 april; overgekomen van Zaaf Cycling Team
*** vanaf 4/5; overgekomen van Zaaf Cycling Team
**** vanaf 1/6; overgekomen van Israel Premier Tech Roland Development

### Vertrokken
| Naam                   | Geboortedatum | Nationaliteit | Ploeg 2023                                    |
| ---------------------- | ------------- | ------------- | --------------------------------------------- |
| Ines Cantera           | 30-07-2002    | Spanje        | Laboral Kutxa-Fundación Euskadi               |
| Caroline Chauveau      | 16-10-2002    | Zwitserland   | Israel Premier Tech Roland Development        |
| Goelnaz Chatoentseva   | 21-04-1994    | Rusland       | ?                                             |
| Diana Klimova          | 08-10-1996    | Rusland       | ?                                             |
| Anna Gabrielle Traxler | 10-05-1998    | Canada        | Team Komugi-La Fabrique                       |
| Rotem Gafinovitz       | 09-06-1992    | Israël        | Hess Cycling Team                             |
| Aline Seitz            | 17-02-1997    | Zwitserland   | Israel Premier Tech Roland Development        |
| Léa Stern              | 25-09-2001    | Zwitserland   | Team Komugi-La Fabrique                       |
| Petra Stiasny          | 10-09-2001    | Zwitserland   | Fenix-Deceuninck                              |
| Olga Zabelinskaja      | 10-05-1980    | Oezbekistan   | Tashkent City Women Professional Cycling Team |

## Overwinningen
| Internationale kampioenschappen Aziatisch kampioenschap - wegwedstrijd: Nguyễn Thị Thật Nationale kampioenschappen wielrennen Oostenrijk – wegwedstrijd: Anna Kiesenhofer Ronde van Thailand 2e etappe: Nguyễn Thị Thật* Puntenklassement: Nguyễn Thị Thật* Bergklassement: Nguyễn Thị Thật* ReVolta Claire Steels Ruta del Sol 1e etappe: Tamara Dronova 2e etappe: Tamara Dronova Puntenklassement: Tamara Dronova | Tour de Berlin Feminin 1e etappe: Elena Hartmann Chrono Gatineau Anna Kiesenhofer Grote Prijs van Stuttgart Elena Pirrone Ronde van Chongming Ploegenklassement: *1) |  |

* als lid van het landenteam Vietnam
*1) Ploeg Ronde van Chongming: Coles-Lyster, Dronova, Griffin, Nguyễn, Pirrone, Sharpe
Canyon-SRAM · DSM · EF Education-TIBCO-SVB · FDJ-SUEZ · Fenix-Deceuninck · Human Powered Health · Israel Premier Tech Roland · Jayco AlUla · Jumbo-Visma · Liv Racing TeqFind · Movistar · SD Worx · Trek-Segafredo · UAE Team ADQ · Uno-X
2022 · 2023 · 2024 · 2025